# Amtsgericht Ellrich
Das Amtsgericht Ellrich war ein Gericht der ordentlichen Gerichtsbarkeit in Ellrich.

## Geschichte
Im Jahre 1815 wurde in Ellrich das Land- und Stadtgericht Ellrich gebildet, aber schon 1818 in eine Gerichtskommission des Land- und Stadtgerichtes Nordhausen umgewandelt. Von 1849 bis 1879 bestand in Artern die Gerichtskommission Artern des Kreisgerichtes Sangerhausen. Im Rahmen der Reichsjustizgesetze wurden reichsweit einheitlich Oberlandes-, Land- und Amtsgerichte gebildet. Das königlich preußische Amtsgericht Ellrich wurde mit Wirkung zum 1. Oktober 1879 als eines von 14 Amtsgerichten im Bezirk des Landgerichtes Nordhausen im Bezirk des Oberlandesgerichtes Naumburg gebildet. Der Sitz des Gerichtes war die Stadt Ellrich. Sein Gerichtsbezirk umfasste aus dem Landkreis Nordhausen die Stadtbezirke Benneckenstein, Ellrich und Sachsa, die Amtsbezirke Benneckenstein (Forstschutzbezirk), Clettenberg, Sorge und Tettenborn, aus dem Amtsbezirk Haferungen die Gemeindebezirke Pützlingen und Schiedungen, aus dem Amtsbezirk Wolfsleben die Gemeindebezirke Gudersleben, Mauderode und Wolfsleben sowie Teile des Forstgutsbezirkes Königsthal. Am Gericht bestanden 1880 zwei Richterstellen. Das Amtsgericht war damit ein mittelgroßes Amtsgericht im Landgerichtsbezirk. Gerichtstage wurden in Benneckenstein und Sachsa gehalten.
Nach dem Zweiten Weltkrieg wurden die Stadt Bad Sachsa und die Ortschaft Tettenborn von der sowjetischen in die britische Besatzungszone Zone verlegt und schieden damit aus dem Sprengel des Amtsgerichtes Ellrich aus. Im Jahre 1949 wurde das Amtsgericht aufgehoben und sein Sprengel dem Amtsgericht Nordhausen zugeteilt.